# Alia-Royal-Jordanian-Airlines-Flug 600
Auf dem Alia-Royal-Jordanian-Airlines-Flug 600 (Flugnummer: RJ600) ereignete sich am 14. März 1979 ein schwerer Flugunfall, als eine Boeing 727-2D3 der Alia Royal Jordanian Airlines kurz vor der Zwischenlandung auf dem Flughafen Doha im Katar verunglückte. Bei dem Zwischenfall starben 45 der 64 Personen an Bord der Maschine, es gab 19 Verletzte.

## Maschine
Bei dem verunglückten Flugzeug handelte es sich um eine Boeing 727-2D3, die zum Zeitpunkt des Unfalls 4 Jahre und 8 Monate alt war. Die Maschine wurde im Werk von Boeing auf dem Boeing Field im Bundesstaat Washington montiert und absolvierte am 26. Juli 1974 ihren Erstflug, ehe sie am 14. August desselben Jahres neu an die Alia Royal Jordanian Airlines ausgeliefert wurde. Das Flugzeug trug die Werksnummer 20886, es handelte sich um die 1061. Boeing 727 aus laufender Produktion. Die Maschine wurde mit dem Luftfahrzeugkennzeichen JY-ADU zugelassen. Das dreistrahlige Schmalrumpfflugzeug war mit drei Triebwerken des Typs Pratt & Whitney JT8D-9A ausgestattet.

## Flugverlauf und Unfallhergang
Mit der Maschine sollte ein nächtlicher Flug vom Flughafen Amman über den Flughafen Doha zum Flughafen Maskat durchgeführt werden. Die Maschine hob um 21:55 Uhr in Amman ab und wurde auf dem Flug durch den Ersten Offizier gesteuert. Um 23:08 Uhr wurde in einer Entfernung von 45 Meilen (ca. 65 km) vom Zielflughafen der Funkkontakt mit der Anflugkontrolle in Doha aufgenommen. Die Piloten erfragten die Wetterdaten. Der Fluglotse teilte dem Kapitän diese mit und wies darauf hin, dass sich ein Gewitter über dem Nordwesten des Flughafens zusammenzog. Der Kapitän bat um eine Landeerlaubnis auf Bahn 16 und erhielt die Freigabe für einen Anflug auf diese Landebahn oder einen Anflug mithilfe des Drehfunkfeuers für den Fall, dass die Piloten die Landebahn nicht in Sicht haben sollten.
Um 23:17 Uhr meldete sich der Kapitän beim Überfliegen des Drehfunkfeuers bei der Flugsicherung in Doha. Der Fluglotse informierte die Besatzung darüber, dass auf dem Flughafen starker Regen eingesetzt habe. Das Drehfunkfeuer setzte kurz darauf, vermutlich aufgrund eines Blitzeinschlags aus, war jedoch um 23:22 Uhr wieder in Betrieb. Um 23:25 Uhr meldete der Kapitän, dass die Maschine die Platzrunde für den Anflug geflogen sei. Die Maschine erhielt daraufhin eine Landefreigabe.
Um 23:29 Uhr teilte der Kapitän mit, dass man die Landebahn nicht in Sicht habe. Es wurde ein Fehlanflug durchgeführt und die Freigabe für einen ILS-Anflug auf Landebahn 34 erbeten. Die Flugsicherung meldete den Piloten Wind aus einem Winkel von 290 Grad bei Windgeschwindigkeiten von 14 Knoten und Starkregen. Um 23:35 Uhr meldete der Kapitän, dass die Platzrunde geflogen sei und man die Landebahn in Sicht habe. Es wurde Rückenwind (180 Grad) bei einer Windgeschwindigkeit von 6 Knoten gemeldet. Während in den folgenden zwei Minuten der Anflug fortgeführt wurde, meldete der Fluglotse die Änderung der Windverhältnisse auf 150 Grad bei 13 und dann 14 Knoten und schließlich 140 Grad bei 17 Knoten. Da der Erste Offizier Probleme hatte, die Maschine bei zunehmendem Rückenwind entlang dem Gleitpfad auszurichten, entschied er, vor dem Erreichen der Entscheidungshöhe einen erneuten Fehlanflug durchzuführen, der um 23:37:19 Uhr in einer Höhe von 300 Fuß (ca. 91 Meter) eingeleitet wurde. Der Kapitän bat um eine Freigabe zur Umkehr zum Flughafen Dhahran in Saudi-Arabien, woraufhin der Fluglotse der Besatzung die Freigabe zum Steigflug auf 800 Fuß (ca. 244 Meter) erteilte.
Die Triebwerke wurden in den Schubmodus für das Durchstarten gebracht und die Auftriebshilfen auf 25 Grad verstellt. Die Maschine stieg anschließend bis auf 750 Fuß (ca. 229 Meter), jedoch verringerte sich während des Steigfluges die Fluggeschwindigkeit kontinuierlich bis auf 140 Knoten (ca. 259 km/h). Die Maschine näherte sich mit einer steigenden Sinkrate dem Boden, bis sie schließlich mit einer Vertikalgeschwindigkeit von 4200 Fuß pro Minute (ca. 77 km/h) auf dem Boden aufschlug, während sich die Fluggeschwindigkeit innerhalb der letzten fünf Sekunden schlagartig auf 170 Knoten (ca. 315 km/h) erhöhte.
Die Maschine schlug am linken Rand der Landebahn, 2050 Meter hinter der Landebahnschwelle mit einem Anstellwinkel von 10 Grad und einer um 5 Grad nach unten ausgerichteten Tragfläche auf. Nach dem ersten Bodenkontakt sprang die Maschine wieder auf, drehte sich nach links und rollte dann nach rechts auf die Rumpfoberseite. Anschließend schlitterte sie weiter, bis sie 800 Meter hinter dem Punkt des ersten Aufschlages gegen die Halle der Flughafenfeuerwehr stieß, die sich in einer Entfernung von 270 Metern von der Landebahn befand. Der Rumpf brach bei dem Einschlag in drei Teile auseinander. Von den 64 Personen an Bord wurden 45 getötet, darunter vier Besatzungsmitglieder und 41 der 49 Passagiere.

## Ursache
Als Unfallursache hielt das NTSB Scherwinde und eine Fallbö fest, denen die Maschine beim Durchfliegen einer Gewitterfront im Anflug auf Doha ausgesetzt war. Die Kräfte, die durch die Fallbö auf die Maschine einwirkten, überschritten jene, die zur Verfügung standen, um der Naturgewalt entgegenzuwirken. Letztlich wurde der Unfall verursacht durch den Beschluss der Besatzung, einen Anflug auf den Flughafen Doha durchzuführen, ohne die vorherrschenden Wetterbedingungen beachtet zu haben.